# Stoja Kašiković
Stoja Kašiković, née Zdjelarević (1865 - después de 1927) fue una feminista, escritora, editora y profesora serbia de Bosnia . 

## Biografía
Stoja Kašiković nació en 1865 en Bosanski Novi en Bosnia Eyalet del Imperio Otomano, y probablemente quedó huérfana a una edad temprana porque hay muy poca información disponible sobre su familia. Comenzó la escuela en Sarajevo en 1879, un año después de que Bosnia Eyalet fuera ocupada por el Imperio Austrohúngaro, en la única escuela para niñas disponible en Bosnia, fundada por Paulina Irby . Terminó cuatro años de educación primaria en 1886 y se había entrenado como maestra. Ese mismo año, se casó con Nikola T. Kašiković, un profesor de la escuela Miss Irby. Tuvieron tres hijos y una hija. Ella también fue profesora en la escuela Miss Irby's en la última parte de la primera década de 1900. Durante la Primera Guerra Mundial, el gobierno austrohúngaro condenó a Stoja, Nikola y uno de sus hijos por traición en 1917–18, pero las condenas quedaron sin efecto cuando el Imperio austrohúngaro se derrumbó más tarde en 1918 y Bosnia se convirtió en parte del Reino de los Serbios, Croatas y Eslovenos (más tarde Yugoslavia). No se sabe nada de su vida después de la guerra, aparte de que comenzó a recibir una pensión después de la muerte de su esposo en 1927.

## Actividades
En 1885, Nikola Kašiković y otros tres maestros cofundaron la revista literaria The Bosnian Nymph ( Bosanska vila ), y Nikola se convirtió en editora jefe dos años después. Cuando se quedó postrada en cama en 1891, Stoja se convirtió en editora jefa interina y continuó coeditando la revista después de su recuperación, ocasionalmente contribuyendo también con artículos. Ambos Kašikovićs fueron condecorados por los reinos de Serbia y Montenegro en el 25 aniversario de la revista en 1910.